# Gluschkowo (Kursk)
Gluschkowo (russisch Глушко́во, ukrainisch Глушкове/Hluschkowe) ist eine Siedlung städtischen Typs in der Oblast Kursk in Russland mit 5349 Einwohnern (Stand 14. Oktober 2010).

## Geographie
Der Ort liegt gut 110 km Luftlinie westsüdwestlich des Oblastverwaltungszentrums Kursk, etwa 10 km von der Staatsgrenze zur Ukraine entfernt. Er befindet sich am linken Ufer des Flusses Seim.
Gluschkowo ist Verwaltungszentrum des Rajons Gluschkowski sowie Sitz und einzige Ortschaft der Stadtgemeinde (gorodskoje posselenije) Possjolok Gluschkowo.

## Geschichte
Der Ort wurde 1647 gegründet und erlangte bereits im 18. Jahrhundert wirtschaftliche Bedeutung, nachdem dort 1719 eine Weberei für Walkstoffe als einer der ersten Industriebetriebe der Region eröffnet worden war. Gluschkowo wurde Sitz einer Wolost des Ujesds Rylsk im Gouvernement Kursk, und am 30. Juli 1928 Verwaltungssitz eines neu geschaffenen, nach ihm benannten Rajons.
Im Zweiten Weltkrieg war der Ort vom 8. Oktober 1941 bis 2. September 1943 von der deutschen Wehrmacht besetzt. Während der Kampfhandlungen im Rahmen der Gegenoffensive der Roten Armee nach dem Scheitern des deutschen Unternehmens Zitadelle wurde die Siedlung stark in Mitleidenschaft gezogen, sodass die Einwohnerzahl nach dem Krieg um fast zwei Drittel zurückging.
1959 erhielt der Ort den Status einer Siedlung städtischen Typs.
Nach dem russischen Überfall auf die Ukraine 2022 besetzte die 95. ukrainische Polissia-Luftlandebrigade im September 2024 während der Kursk-Offensive auch russisches Territorium im Gebiet Gluschkowo.

### Bevölkerungsentwicklung
| Jahr | Einwohner |
| ---- | --------- |
| 1897 | 7179      |
| 1939 | 7082      |
| 1959 | 2647      |
| 1970 | 3990      |
| 1979 | 4953      |
| 1989 | 5578      |
| 2002 | 5050      |
| 2010 | 5349      |
| 2021 | 4785      |

Anmerkung: Volkszählungsdaten

## Verkehr
Durch Gluschkowo verläuft die Regionalstraße 38K-040, die in der 25 km nördlich gelegenen Kleinstadt Rylsk von der aus Kursk kommenden 38K-017 abzweigt und weiter in die im äußersten Westen des Rajons an der ukrainischen Grenze gelegene Siedlung Tjotkino führt.
Knapp zehn Kilometer südöstlich der Siedlung befindet sich der gleichnamige Bahnhof bei Kilometer 335 der 1868 eröffneten Eisenbahnstrecke Kiew – Konotop (Ukraine) – Kursk, der russische Grenzbahnhof auf dieser Strecke.

## Söhne und Töchter der Ortschaft
- Heorhij Tkatschenko (1898–1993), ukrainischer Kobsar und Künstler